# Březí (Boêmia do Sul)
Březí é uma comuna checa localizada na região da Boêmia do Sul, distrito de Strakonice.